# بیلی مکی
بیلی مکی (انگلیسی: Billy McKay؛ زادهٔ ۲۲ اکتبر ۱۹۸۸) بازیکن فوتبال اهل بریتانیا است.